# Vecchio palazzo del Darülfünun
Il vecchio palazzo di Darülfünun (in turco Eski Darülfünun Binası) era un edificio universitario costruito accanto alla Basilica di Santa Sofia a Istanbul, nell'Impero Ottomano, a metà del XIX secolo.
Si trattava di un edificio a tre piani in stile neorinascimentale che ebbe un grande impatto visivo sul carattere urbano di Istanbul. Il progettista dell'edificio fu l'architetto svizzero Gaspare Fossati (1809-1883), responsabile anche dei vasti lavori di restauro di Santa Sofia.
Dopo la sua costruzione come edificio universitario (in turco ottomano: Darülfünun) nel 1854, passò ai Ministeri delle Finanze e poi a quello della Giustizia e della Fondazione. In seguito fu utilizzato anche dal Parlamento ottomano e infine servì come Palazzo di Giustizia. Fu distrutto da un incendio nel 1933.